# RBS TV Uruguaiana
RBS TV Uruguaiana es una emisora de televisión brasileña con ubicación en la ciudad de Uruguaiana, RS. Retransmite la programación de la Rede Globo y genera programas locales de buena audiencia, como el Jornal do Almoço y RBS Notícias. Es una red regional de transmisión de la RBS TV, que tiene su ubicación en Porto Alegre.
En 1974, cuando la estación fue inaugurada, la señal de televisión provenía de Porto Alegre en condiciones precarias. La solución fue transmitir toda la programación de TV Gaúcha en videocinta, con 24 horas de retraso. Esta situación cambió años más tarde, cuando lo señal de televisión de Porto Alegre pasó a llegar con calidad en Uruguaiana.

## Programación
La RBS TV Uruguaiana produce un bloque local para el Jornal do Almoço (Jornal del Almuerzo), presentado por Vanessa Backes, y un bloque local para el RBS Notícias, presentado por Cristiano dos Santos. El resto de la programación es ocupada por los programas generados por RBS TV de Porto Alegre y los programas de la TV Globo.

## Consignas
- Uma emissora a serviço da comunidade (Una estación a servicio de la comunidad) - 1991
- Aqui o Rio Grande se vê - 1993
- Cada vez mais perto de você (Cada vez más cerca de usted) - 1994
- Tudo por você - 1996
- Sempre o melhor pra você (Siempre lo mejor para usted) - 2001
- A gente mostra, você vê(Nosotros mostramos, usted ve) - 2002
- Sua vida na TV (Su vida en la TV) - 2003
- A gente faz com você (Nosotros lo hacemos contigo) - 2008

## Observaciones
- Este artículo fue parcialmente traducido del artículo "RBS TV Uruguaiana", de la Wikipedia en portugués.